# Joaquim Cândido Correia
Joaquim Cândido Correia, mais conhecido por General Joaquim Cândido Correia OA • MPSD • MPCE (Lagos, 28 de Março de 1856 - Lagos, 3 de Novembro de 1944), foi um militar e político português.

## Biografia

### Nascimento
Joaquim Cândido Correia nasceu a 28 de Março de 1856 na freguesia de Santa Maria, concelho de Lagos, distrito de Faro, filho de Joaquim Correia e de Maria Manuela Geraldo de Sousa Correia.

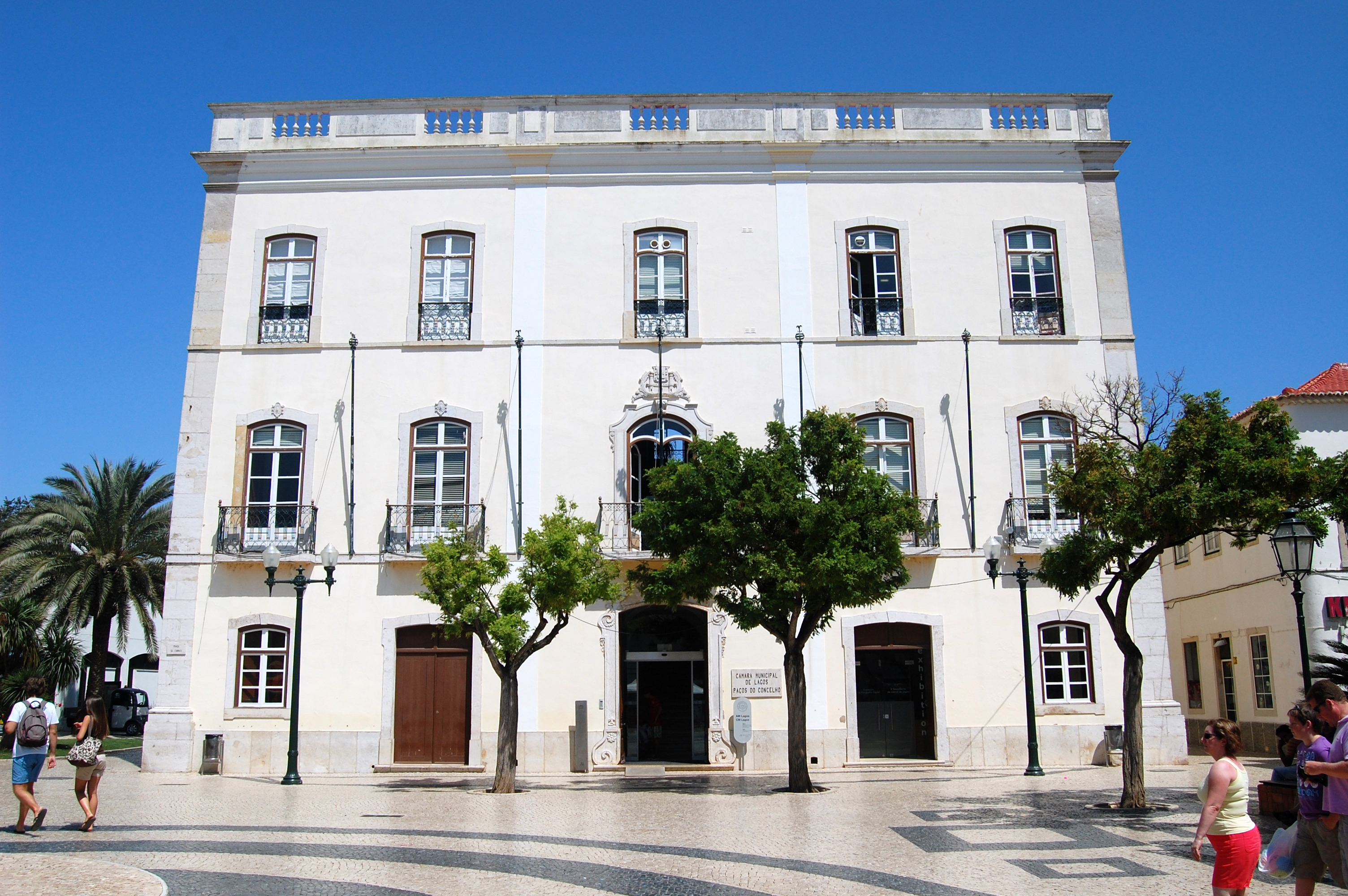
Antigo edifício dos Paços do Concelho de Lagos

### Carreira militar
Em 1874, tornou-se voluntário no Regimento de Infantaria 15. Após tirar o curso de Infantaria, foi sucessivamente 1.º Sargento Graduado, Aspirante a Oficial e Alferes. Prestou igualmente serviço nos Regimentos de Infantaria 17, 19, 22, 12, 4, no Corpo de Oficiais da Escola Prática de Infantaria e no Estado Maior da Arma. Entre outros cargos de chefia, foi Comandante de Batalhão. Passou à reserva em 1909, tendo sido reformado em 1926.
Empreendeu igualmente diversos estudos sobre topografia e táctica militar, tendo sido professor nas Escolas Regimentais.

### Carreira política e comercial
Cumpriu serviço como administrador do Concelho de Lagos a partir de 1900, presidente da comissão executiva da Câmara Municipal em 1918 e presidente da Câmara Municipal entre 1920 e 1926. Foi professor de matemática em diversas localidades onde prestou serviço militar, e dirigiu o Sindicato Agrícola de Proprietários.
Em 1938, encontrava-se registado no Anuário Comercial de Portugal, como proprietário e como empresário no ramo do descasque de arroz.

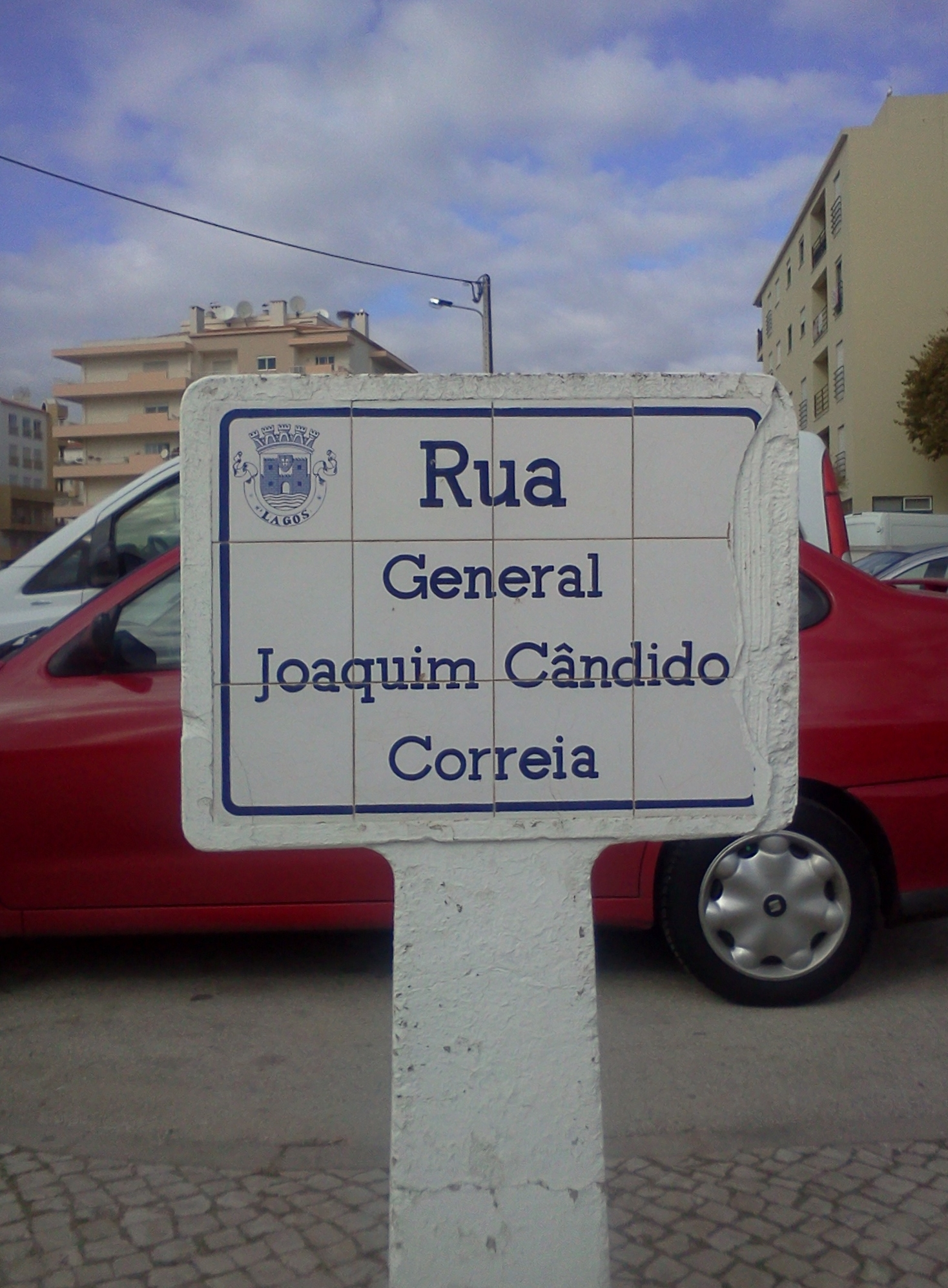
Placa toponímica da Rua General Joaquim Cândido Correia, em Lagos.

### Falecimento
Joaquim Cândido Correia morreu a 3 de Novembro de 1944, em Lagos.

## Homenagens
Pelos seus serviços, foi condecorado com a Medalha de Prata de Bons Serviços, a Medalha de Prata de Comportamento Exemplar e o grau de Oficial da Ordem Militar de Avis.
O nome de General Joaquim Cândido Correia foi colocado numa rua do concelho de Lagos, na antiga freguesia de Santa Maria.